# Marshall Chess Club

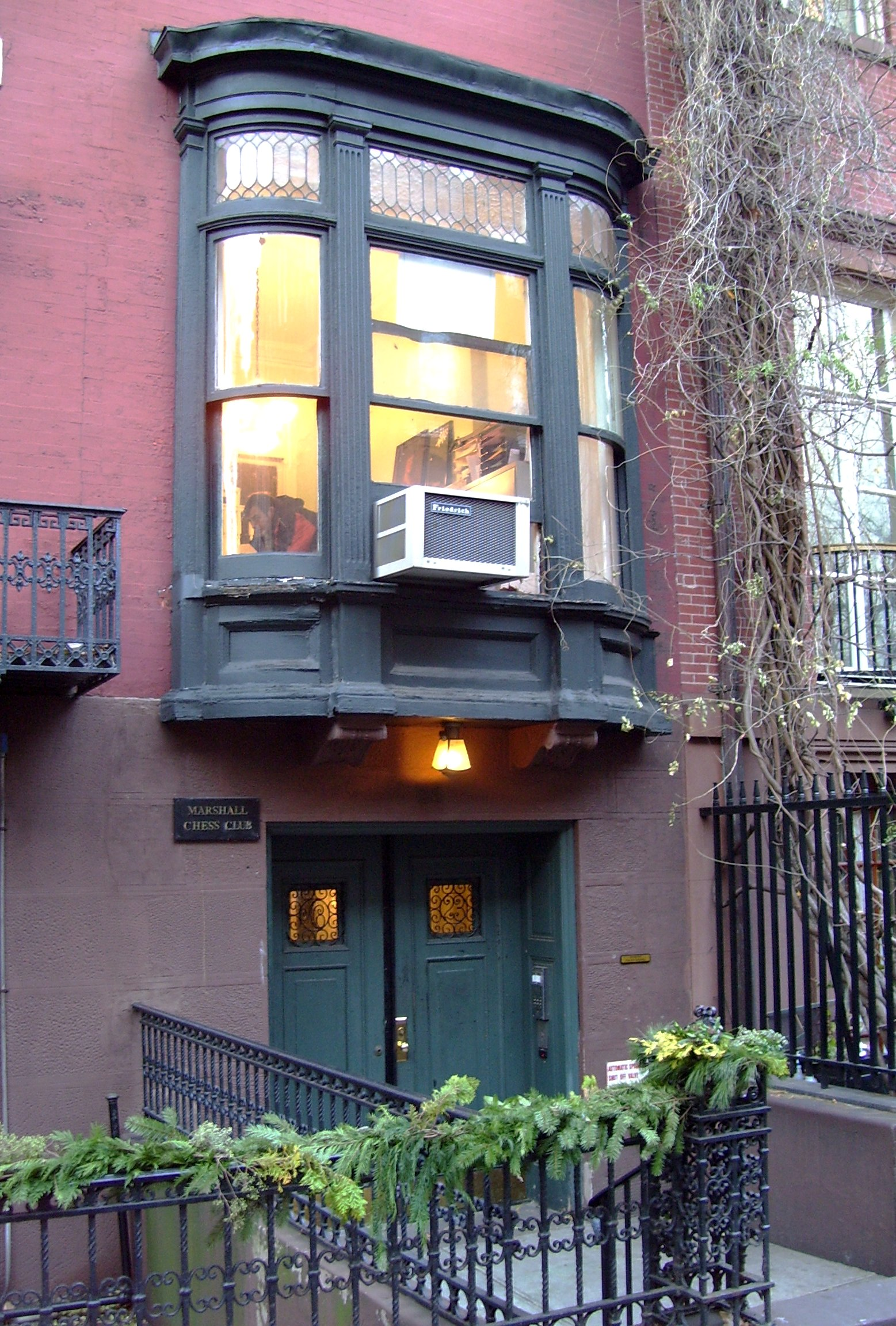

«Маршалл чесс клаб» (англ. «Marshall chess club») — один из старейших и наиболее авторитетных шахматных клубов США; основан в 1915 в Нью-Йорке. Традиционный соперник «Манхаттан чесс клаба». Воспитанники клуба — Р. Файн, Л. Эванс, Дж. Шервин, Э. Меднис, Э. Солтис и другие. Создан из кружка шахматистов-любителей, которые регулярно встречались в одном из ресторанов Ср. Манхаттана. Руководил клубом Ф. Маршалл, а после его смерти (1944) — его вдова Каролина. Проводил отдельные туры национальных чемпионатов США. Организовал заочное участие Р. Фишера (по телетайпу) в турнире (1965), посвященном памяти X. Р. Капабланки, который проводился в Гаване (см. мемориалы Капабланки).